# 張應完
張應完，浙江承宣佈政使司鄞縣人。明朝解元、政治人物。

## 生平
弘治十二年進士張時孜之子，明神宗萬曆二十五年（1597年），中式丁酉科浙江鄉試第一名舉人（解元）。官吏部司務。